# Hexarthrius buquettii
Hexarthrius buquettii là một loài bọ cánh cứng trong họ Lucanidae. Loài này được Hope mô tả khoa học năm 1843.